# 홍원기 (뮤직 비디오 감독)
홍원기(1975년 10월 26일 ~ )는 대한민국의 뮤직 비디오 감독이다. 2001년 김준홍과 쟈니브로스를 설립하였다.

## 수상
- 2009년 엠넷 아시안 뮤직 어워드 뮤직비디오 감독상